# محمدحسین پاپلی یزدی
محمّدحسین پاپلی یزدی(زاده ۱۳۲۷، یزد) جغرافیدان، محقق و نویسنده ایرانی است.

## فعالیت‌ها
وی فعالیت در گروه جغرافیای دانشگاه فردوسی مشهد را از سال ۱۳۵۰ با عنوان کارشناس آغاز کرد و پس از طی مراحل استادیاری و دانشیاری در سال ۱۳۷۸ به‌عنوان استاد به فعالیت ادامه داد. پاپلی یزدی از مهر تا اسفند ۱۳۶۸ بنا به دعوت مرکز ملی تحقیقات علمی فرانسه برای همکاری در پروژهٔ اطلس ایران به فرانسه دعوت شد.

پاپلی یزدی در سال ۱۹۸۱ به عضویت مرکز ملی تحقیقات علمی فرانسه درآمد و در سال ۱۹۹۰ به عنوان استاد مدعو به تدریس در دانشگاه سوربن پاریس پرداخت.

وی بنیانگذار، مدیر مسئول و صاحب امتیاز فصلنامهٔ تحقیقات جغرافیایی و اولین ایرانی دارنده جایزهٔ انجمن جغرافیای فرانسه است. وی سابقه تدریس در دانشگاه سوربن پاریس، فردوسی مشهد و تربیت مدرس تهران را دارد. برخی آثار وی به عنوان منبع در آزمونهای کارشناسی ارشد و دکتری رشته جغرافیا معرفی می‌شود.
پاپلی یزدی در سال ۱۹۹۶ به‌عنوان عضو اصلی کمیسیون جغرافیای فرهنگی انجمن جغرافیدانان جهان انتخاب شد. این کمیسیون مجموعاً ۱۰ نفر عضو دارد و سهم آسیا ۳ نفر است.
او از مدافعان تشکیل اتحادیهٔ کشورهای اسلامی است و پیشنهاد راه‌آهن سراسری بین کشورهای مسلمان را داده‌است.

محمدحسین پاپلی یزدی هم‌اکنون مؤسس، مدیر مسوول و صاحب امتیاز فصلنامهٔ تحقیقات جغرافیایی است. این فصلنامه عملاً تنها مجله علمی- پژوهشی بخش خصوصی در ایران است که با هدف ارتقای سطح کیفی علم جغرافیا در ایران فعالیت می‌کند.

## آثار

### تألیف

روی جلد کتاب اطلس ایران در فرانسه

- گردشگری (ماهیت و مفاهیم)، ناشر: سازمان مطالعه و تدوین کتب علوم انسانی دانشگاه‌ها (سمت)، ۱۳۸۶
- نظریه‌های توسعه روستایی، ناشر: سمت، ۱۳۸۶
- نظریه‌های شهر و پیرامون، ناشر: سمت، ۱۳۸۶
- مجموعه مقالات همایش بین‌المللی رویکرد فرهنگی به جغرافیا، جغرافیا بستری برای گفتگوی تمدنها، ناشر: دانشگاه فردوسی مشهد - ۱۳۸۱
- شاه عباس و پینه دوز، ناشر: پاپلی - ۱۳۸۳
- خراسان، ژئوپولیتیک و توسعه، ناشر: پاپلی - ۱۳۸۳
- خاطرات شازده حمام: گوشه‌ای از اوضاع اجتماعی شهر یزد دهه ۴۰–۱۳۳۰، ناشر: پاپلی، ۱۳۸۴تجدید چاپ هجدهم۱۳۹۴
- حمد، ثنا و ذکر خداوند در شاهنامه، به اهتمام محمدحسین پاپلی یزدی، ناشر: پاپلی، ۱۳۸۶
- کوچ‌نشینی در شمال خراسان، تألیف محمد حسین پاپلی یزدی - ترجمه اصغر کریمی - آستان قدس
- اطلس ایران، مشترک با محمود طالقانی، برنارد هورکارد و هوبر مازورک، پاریس ۱۳۷۷، فرانسه.
- فرهنگ آبادی‌ها و مکان‌های مذهبی کشور، بنیاد پژوهشهای اسلامی آستان قدس رضوی بهمن ۱۳۶۷،
- مجموعه مقالات سمینار جغرافیا شماره ۱٬۲٬۳٬۴ به کوشش پاپلی یزدی، بنیاد پژوهشهای اسلامی آستان قدس، ۱۳۶۵
- شاخص‌های جغرافیایی کشورهای جهان، پاپلی یزدی، حسن فرخی، جغرافیایی ماهوان
- افغانستان - اقوام و کوچ‌نشینی، مجموع مقالات به کوشش محمد حسین پاپلی یزد، ۱۳۷۲، مشهد.
- افغانستان - جنگ و سیاست، مجموع مقالات به کوشش محمدحسین پاپلی یزدی، ۲۵۰ ص، ۱۳۷۲.
- قنات‌های تفت به کوشش محمد حسین پاپلی یزدی و مجید لباف خانیکی انتشارات پاپلی ۱۳۷۲، تجدید چاپ در سال ۱۳۸۸ در ۳۰۰۰ نسخه
- قنات قصبه گناباد به کوشش محمدحسین پاپلی یزدی انتشارات پاپلی ۱۳۷۱، تجدید چاپ در سال ۱۳۸۸
- شازده حمام جلد ۲ و ۳، محمد حسین پاپلی یزدی، نشر پاپلی ۱۳۸۸ چاپ سوم
- شازده حمام، جلد ۴، محمد حسین پاپلی یزدی، نشر پاپلی ۱۳۹۵ چاپ اول
- مذهب عشق، محمد حسین پاپلی یزدی، نشر پاپلی 1398 چاپ سوم
- شازده حمام جلد 5 ، شازده حمام  در میان کردهای سلیمانیه ، نشر پاپلی ، 1399
- شازده حمام جلد 6 ، گل های ماه پرویز ، نشر پاپلی ، 1401
- شازده حمام جلد 7 ، شازده حمام در پاریس ، نشر پاپلی ، 1403

### ترجمه
- کوچ‌نشینان و شبانان، پدیدآورنده: گزاویه دو پلانول، ناشر: سمت - ۱۳۸۳
- قنات، اثر هانری گوبلو، ترجمه ابوالحسن سروقد مقدم - پاپلی یزدی، آستان قدس ۱۳۷۱. تجدید چاپ ۱۳۸۹
- جغرافیای فرهنگی، Paut Claval، ترجمه ابوالحسن سروقد مقدم- پاپلی یزدی

## سمت‌ها و عناوین
- معاون بنیاد پژوهش‌های اسلامی آستان قدس رضوی (۶۳–۶۵)
- دبیر اجرایی سمینار بین‌المللی جغرافیای جمهوری اسلامی (۱۳۶۲)
- عضو کمیته برنامه‌ریزی جغرافیا در ستاد انقلاب فرهنگی
- عضو هیئت تحریریه مجله دانشکده ادبیات و علوم انسانی دانشگاه فردوسی (تا سال ۱۳۶۷)
- عضو هیئت تحریریه مجله رشد جغرافیا (تا سال ۱۳۶۷)
- عضو هیئت تحریریه مجله Abstract- Iranica
- عضو هیئت تحریریه مجلهCEMOTI CALLERS DETUDES SUR 1. A MEDITRANNEE ORIENNTALE ET LE MONDE TURCO IRANIEN.
- عضو کمیته ملی اقلیم ایران
- عضو هیئت مدیره انجمن جغرافیدانان ایران
- رئیس پژوهشکده امیر کبیر
- مدیر مسئول انتشارات پاپلی
- ریاست اتحادیه تعاونی‌های بزرگ آبران خراسان بزرگ
- مدیر مسوول و صاحب امتیاز فصلنامه علمی - پژوهشی تحقیقات جغرافیایی از سال ۱۳۶۵ تا ۱۳۹۵

مدیر مسول و سردبیر مجله اقلیم ۱۳۸۴–۱۳۹۵
- دبیر اجرایی و علمی همایش‌های مهاجرت‌های روستایی دانشگاه فردوسی (۱۳۶۶)،
- جاده ابریشم با همکاری یونسکو واستان قدس (۱۳۶۹)،
- دبیر علمی و اجرایی جغرافیا بستری برای گفتگوی تمدن‌ها (۱۳۷۸)
- دبیر علمی همایش ساماندهی و تمرکززدایی از پایتخت (۱۳۹۳)،
- دبیر علمی همایش ساماندهی سیاسی فضا و اداره بهینه تهران (۱۳۹۴)

دبیر علمی همایش شهر پایدار مهر۱۳۹۵
قائم مقام و معاون علمی دبیرخانه دایمی ساماندهی تهران ۱۳۹۵
رئیس انجمن ژئوپلیتیک ایران از دیماه ۱۳۹۵
جوایز
- کتاب کوچ‌نشینی در شمال خراسان[۷] که در سال ۱۹۹۱ به زبان فرانسه و توسط انجمن ایرانشناسی فرانسه در پاریس به چاپ رسید،[۸] برنده جایزه (J.MOROT) یکی از جوایز انجمن جغرافیایی فرانسه شد. این اولین بار است که کتابی نوشته یک ایرانی جایزه انجمن جغرافیای فرانسه را به‌دست می‌آورد.[۹]
- برنده جایزه اول طرحهای دانشگاه در اولین جشنواره فردوسی، برگزار شده در دانشگاه فردوسی.
- تقدیر از محمدحسین پاپلی یزدی به عنوان چهره ماندگار[نیازمند منبع]اعلام شده توسط سازمان ثبت احوال کشور
- پژوهشگر نمونه کشوری بخاطر همکاری در تألیف اطلس ایران، اولین اطلس دیجیتالی کشور ۱۳۷۱
- جشن نامه به افتخار محمد حسین پاپلی یزدی مجموعه مقالاتی است که دوستان او به افتخار بازنشستگی او تهیه کرده‌اند در این مجموعه افرادی چون محمد حسن گنجی، حسین شکویی، سیروس سهامی، ابراهیم باستانی پاریزی، منوچهر ستوده، ایوایو کوبوری، شکو اوکازاکی، دره میرحیدر، محمدرضا حافظنیا، پیروز مجتهدزاده، محمد حسین رامشت، نصرالله پور افکاری، علی باقرزاده بقا، ایرج افشار، عبدالغفور آرزو، برنارد هورکاد، شهناز (راضیه) نجم‌آبادی، حسن عبداللهی، مهری اذانی، عبدالکریم بهنیا، امین علیزاده، علیرضا (عوض) کوچکی، جمشید درویش، حسنعلی غیور، ژان پیر دیگار، اصغر کریمی، ولی‌الله مظفری، مهدی مشکوه الدینی، محمد مهدی ناصح، محمد ابراهیمی، کمال امیدوار، یوسف متولی حقیقی، سعید جهان‌بخش، مهدی سقایی مقاله نوشته‌اند